# NGC 3206
NGC 3206 (również PGC 30322 lub UGC 5589) – galaktyka spiralna z poprzeczką (SBc), znajdująca się w gwiazdozbiorze Wielkiej Niedźwiedzicy. Odkrył ją William Herschel 8 kwietnia 1793 roku.